# Siv Jensen
Siv Jensen (Oslo, 1º giugno 1969) è una politica norvegese e leader del Partito del Progresso dal 2006.
Ha inoltre ricoperto la carica di ministro delle finanze dal 2013 al 2020 nel Governo Solberg. Dal 1997 è membro del parlamento norvegese.

## Primi anni e formazione
Siv Jensen è nata a Oslo nel 1969. I suoi genitori divorziarono intorno al 1980 e suo padre si trasferì presto in Svezia.
Si è laureata in economia alla Norwegian School of Economics nel 1992. Ha lavorato come consulente di vendita per Radio 1 dal 1992 fino alla sua entrata in politica nel 1994.
Ha dichiarato di essersi avvicinata alla politica fin dalle elementari, dove vi erano discussioni tra studenti membri della gioventù socialista. Jensen tuttavia presto si trovò fortemente contrariata sulle loro opinioni. È entrata a far parte del Partito del Progresso nel 1988, in parte dopo essere stata presentata al partito tramite sua madre. Qualche tempo prima di unirsi al partito, era stata per un breve periodo membro dei Giovani Conservatori, per circa una settimana.

## Carriera politica

### Membro del Parlamento
Jensen è stata membro dello Storting per il collegio elettorale di Oslo sin dalla sua prima elezione nel 1997, mentre ha ricoperto il ruolo di vice rappresentante dal 1993 al 1997. Dal 2001 al 2005 Jensen ha presieduto il Comitato permanente per le finanze e gli affari economici, essendo stata membro del comitato dal 1997, e dal 2005 al 2013 è stata membro del Comitato permanente per gli affari esteri e la difesa. Ha svolto un ruolo centrale nelle negoziazioni di bilancio con il governo centrista di Kjell Magne Bondevik e il suo lavoro alla presidenza del Comitato finanziario l'ha portata a diventare sempre più indicata come figura di leader all'interno del suo partito.

### Leader del partito

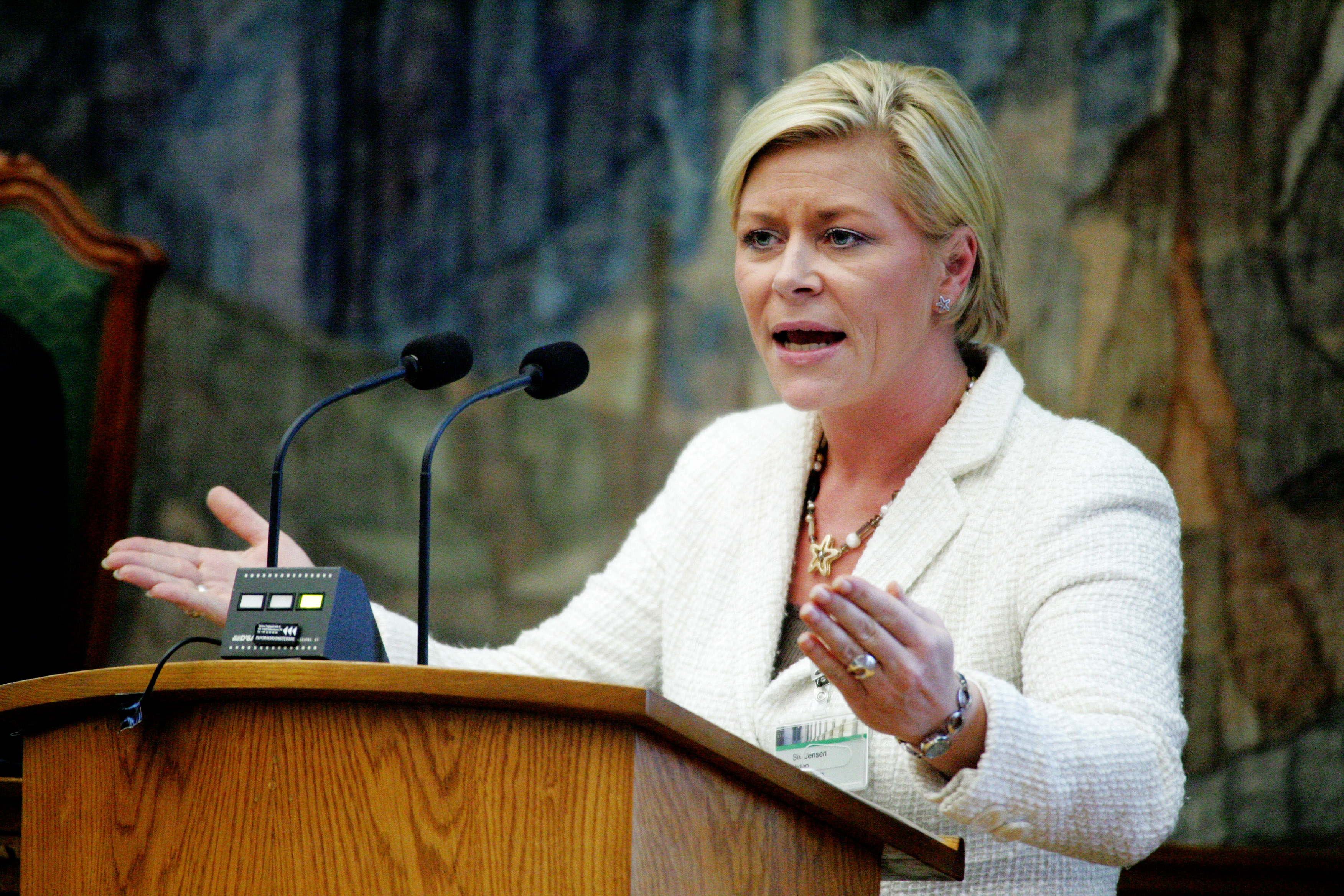
Siv Jensen nel 2006.

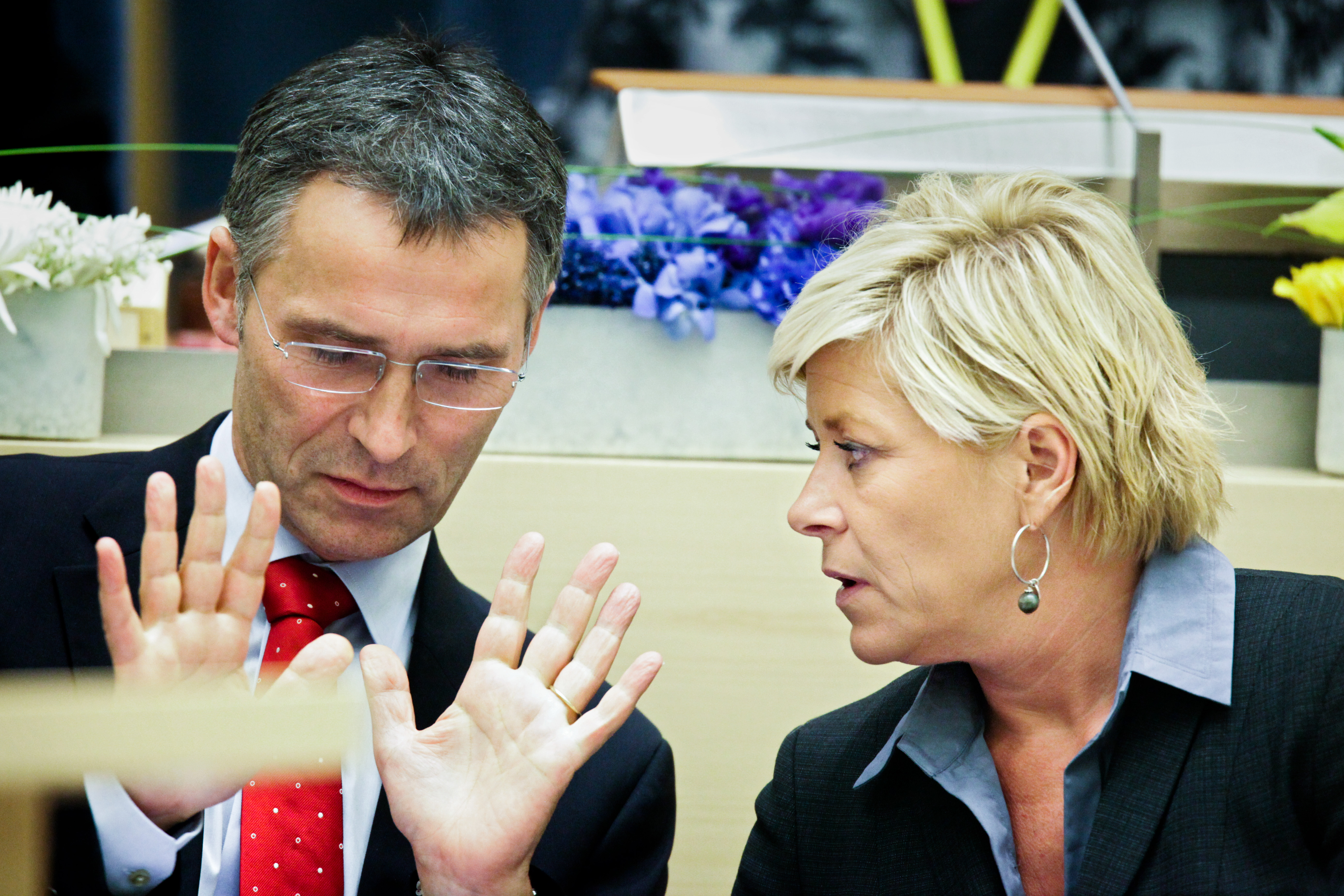
Jensen con l'ex primo ministro Jens Stoltenberg.

Durante il conflitto nei primi anni '90 all'interno del partito tra i giovani liberali e il presidente del partito Carl Hagen, Jensen si schierò dalla parte di quest'ultimo, sostenendolo inoltre nel conflitto interno del 2001. È diventata vice presidente del Partito del Progresso nel 1998 e leader parlamentare del partito nel 2005. Nel 2006 Carl I. Hagen, presidente del partito dal 1978, si dimise per diventare vice presidente del parlamento e Jensen assunse la leadership del Partito Progressista senza opposizione interna.
Nel maggio 2009 Jensen ha tenuto una conferenza alla Camera dei comuni del Regno Unito su invito del deputato del partito conservatore Malcolm Rifkind. Il direttore dei media Alex Try del think tank Henry Jackson Society, responsabile dell'accordo, ha affermato che lo sfondo principale dell'invito è stato il suo impegno in questioni relative al terrorismo e alle sfide legate alla società multiculturale. Nell'occasione Jensen ha affermato: "abbiamo molto da imparare dagli inglesi, ma quando si tratta della politica sull'immigrazione penso che la Gran Bretagna abbia fallito completamente".
Come leader del Partito del Progresso, Jensen ha preso l'iniziativa di dialogare con la leader del Partito conservatore Erna Solberg all'inizio del 2007, cercando di costruire un'ampia coalizione di centrodestra per le elezioni del 2009. Tra le controversie irrisolte tra i partiti di centrodestra, si proposta come candidata al Primo Ministro per le elezioni del 2009 e ha ricevuto una quota record del voto del 22,9%.
Nel 2011 il quotidiano Aftenposten scritto che il Partito del Progresso durante la guida di Jensen aveva vissuto le sue "due migliori elezioni nazionali". In vista delle elezioni del 2013 Jensen ha continuato a lavorare per un'ampia coalizione di centrodestra e ha approvato Erna Solberg per la carica di Primo Ministro. Sebbene abbia visto un calo significativo del suo voto, ha guidato per la prima volta nella sua storia il Partito del Progresso nei colloqui della coalizione governativa.

### Ministro delle finanze
Il 16 ottobre 2013 Jensen è stata nominata Ministro delle finanze mentre il Partito Progressista si è unito a un governo di coalizione di minoranza guidato dal Partito Conservatore, la prima partecipazione del governo in assoluto. Il primo bilancio nazionale di Jensen includeva proposte per ridurre le tasse e spendere più della ricchezza petrolifera norvegese, nominando inoltre un comitato per prendere in considerazione le modifiche alla regola di bilancio del 4% della spesa del Fondo petrolifero.

## Visioni politiche

### Economia
Jensen ha descritto il suo partito come un "partito liberale classico e anche un partito molto democratico", e che le sue "aree di interesse principali di base sono la libertà individuale e i diritti individuali", dichiarando che il partito si propone di "Combattere i monopoli statali perché non fanno bene alla concorrenza, ai livelli di prezzo, alla capacità delle persone di scegliere tra diversi distributori."
Dopo essere stata definita la Margaret Thatcher norvegese dalla stampa britannica, Jensen ha affermato di vedere l'ex primo ministro britannico Margaret Thatcher come una delle sue "eroine politiche". Considerando Thatcher "una politica controverso che ha osato difendere qualcosa", Jensen ha espresso il proprio sostegno a politiche thatcheriane come There is No Alternative.

### Israele
Jensen è una convinta sostenitrice di Israele e ha dichiarato che "non ha paura di difendere il diritto di Israele a difendersi". Ha visitato la città israeliana di Sderot nell'estate del 2008 vivendo in prima persona i bombardamenti di Hamas. Si è opposta fermamente alla decisione del governo norvegese di riconoscere Hamas. Jensen ha inoltre sostenuto il trasferimento dell'ambasciata norvegese in Israele da Tel Aviv a Gerusalemme, pur essendo aperta ad accettare un futuro riconoscimento di uno stato palestinese.
Nel gennaio 2009, alla luce della guerra di Gaza, ha lanciato un appello a una manifestazione chiamata "Let Israel live" a sostegno di Israele a Oslo. La politica generale israeliana del Partito progressista, supportata dalla partecipazione alla manifestazione da parte di Jensen e dal fatto che il leader del Partito Democratico Cristiano Dagfinn Høybråten non si era unito alla manifestazione, ha portato molti elettori democratici cristiani a rivolgersi al Partito progressista. Poco dopo il servizio di sicurezza della polizia norvegese (PST) divenne pubblico, temendo che Jensen potesse essere bersaglio di attacchi. Durante il discorso svoltosi tra i disordini di Oslo del 2008-2009, i manifestanti di Jensen e pro-Israele sono stati improvvisamente attaccati da violenti rivoltosi.

### Islam radicale
Nel febbraio 2009 Jensen ha tenuto un discorso su quella che ha definito una "islamizzazione furtiva " (snikislamisering) della Norvegia sullo sfondo di un dibattito pubblico sul consentire l'hijab come parte dell'uniforme della polizia, e le richieste da gruppi musulmani di istruzione e cibi islamici nelle carceri. Il discorso si è rivelato molto controverso negli altri partiti. Ha fatto riferimento a città fortemente popolate da immigrati come Malmö in Svezia e il distretto della città di Rosengård per illustrare le politiche di integrazione fallite, sostenendo che la Sharia aveva sostituito la legge svedese e che il personale dell'autoambulanza non poteva guidare in determinate aree. Le dichiarazioni si sono rivelate molto controverse in Svezia e il Partito del Progresso è stato invitato a un tour intorno a Rosengård dal sindaco e capo della polizia di Malmö.
Inoltre nel marzo 2009, ha dichiarato che la lotta contro l'Islam radicale "è la lotta più importante del nostro tempo". Disse di essere sempre stata contraria alle idee totalitarie come il comunismo e il nazismo, e che l'Islam radicale "è un'ideologia oscura e spaventosa". In risposta a un incidente all'inizio del 2010, in cui migliaia di musulmani hanno manifestato a Oslo, ha cambiato la sua pretesa di una "islamizzazione subdola" della Norvegia, per affermare invece che il dibattito riguardava una vera e propria islamizzazione. Durante la manifestazione in risposta al quotidiano Dagbladet che aveva pubblicato un fumetto di Maometto nel contesto di una notizia, l'islamista Mohyeldeen Mohammad aveva in particolare minacciato la Norvegia di organizzare un potenziale attentato terroristico.

### Cambiamento climatico
A proposito dei cambiamenti climatici, nel dicembre 2008 Jensen ha affermato: "Stiamo assistendo a cambiamenti climatici, ma essi avvengono da quando esiste il mondo. La domanda è se siano fatti dall'uomo o no, o se siano pericolosi o no. Solo circa 30 anni fa, tutti questi scienziati avevano affermato che il mondo stesse diventando più freddo, e ora hanno cambiato idea e affermano che il mondo si sta riscaldando. Quindi è quello che sta succedendo o no? " Indipendentemente da ciò, sostiene ampiamente l'espansione e la ricerca nella produzione di energia rinnovabile. Nel gennaio 2010 ha attaccato l'IPCC, accusando le denunce del gruppo di essere basate su dati fraudolenti. Ha fatto riferimento all'errata dichiarazione di scioglimento dei ghiacciai himalayani entro il 2035, previsioni di scioglimento dei ghiacci di Al Gore e Jonas Gahr Støre e alle domande sul campionamento statistico del clima presso l'Unità di ricerca climatica.

## Vita privata
Oltre a tre sorellastre, Jensen ha un fratello e una sorella minori. Sua bisnonna fu Betzy Kjelsberg, prima femminista norvegese. Non si è mai sposata.
Jensen ha dichiarato di essere "un orgoglioso membro della Chiesa di Norvegia ", pur esprimendo alcuni dubbi personali su alcune dottrine cristiane. Ha criticato i dirigenti della chiesa per essere troppo coinvolti nella politica, in particolare per quanto riguarda alcuni leader della chiesa che esprimono pubblicamente opposizione alla trivellazione petrolifera norvegese.